# Kania (województwo kujawsko-pomorskie)
Kania – wieś w Polsce położona w województwie kujawsko-pomorskim, w powiecie żnińskim, w gminie Barcin przy drodze wojewódzkiej nr. 254. Wieś jest siedzibą sołectwa Kania w którego skład wchodzą również miejscowości Gulczewo i Augustowo.
W latach 1975–1998 miejscowość administracyjnie należała do województwa bydgoskiego. Według Narodowego Spisu Powszechnego (III 2011 r.) liczyła 479 mieszkańców. Jest piątą co do wielkości miejscowością gminy Barcin.